# Jovan Prokopljević
Jovan Prokopljević (en serbe cyrillique : Јован Прокопљевић ; né le 30 décembre 1940 à Zemun et mort le 17 décembre 2019 dans la même ville) est un architecte serbe. Il est surtout connu pour ses dessins humoristiques et ses caricatures, pour lesquels il a reçu des prix internationaux, notamment en Chine, au Monténégro et en Australie. Il est également connu en tant que joueur d'échecs, une activité qui inspire nombre de ses dessins.

## Biographie
Prokopljević, qui vit actuellement à Zemun, est sorti diplômé de la Faculté d'architecture de l'université de Belgrade en 1967 puis il commença à pratiquer son art. Son père était joueur d'échecs et, après sa mort, il assista à des tournois. À cette époque il était passionné par les dessins humoristiques. En 1992, il décida de devenir dessinateur professionnel et, à partir de 1994, il travailla pour le journal Politika auquel il collabora jusqu'en 2010. Avec Predrag Koraksić Corax et d'autres, il travailla pour le journal Jež et ses dessins firent parfois la couverture de magazines, comme celle de Chess Life en août 2008. Il a obtenu le Premier prix dans la catégorie du meilleur dessin humoristique de l'association Chess Journalists of America en 2004.
Lors des tournois d'échecs, Prokopljević vend de nombreuses caricatures de joueurs, représentés sous forme de gnomes Il est membre de l'association Cartoonists and Writers Syndicate de New York. Il a participé à 35 expositions individuelles et à plus de 400 expositions collectives et il a remporté de nombreux prix et récompenses internationaux. Parmi ces récompenses figurent le prix Pierre en 1994, le prix spécial de la caricature la plus « zémounoise » du premier Salon international de la caricature de Zemun en 1996 et, la même année, le prix spécial du Festival international de la caricature de Tokyo ou encore le Premier du concours international de Belgrade en 1997. Plus récemment, de manière posthume, il a reçu le prix Priznanje (« Reconnaissance ») pour l'ensemble de son œuvre au Festival de Zemun de 2008, un prix d'hommage du Guangxi Arts Institute, un institut chinois, en 2010, le Second prix du premier Festival du dessin de presse et d'humour de Virton, en Belgique, en 2011, et le Premier prix du Cyprus International Cartoon Contest en 2012,.
Le livre de Prokopljević Chess miniatures & caricatures : thirty short games and thirty caricatures, écrit en collaboration avec Aleksandar Matanović, a été publié en 2000 et un ouvrage en collaboration intitulé Lekcije šahovske strategije (« Leçons de stratégie aux échecs ») a été édité en 2005.